# Тіріка синьокрилий
Тіріка синьокрилий (Brotogeris cyanoptera) — вид папугоподібних птахів родини папугових (Psittacidae). Поширений у Південній Америці.

## Поширення та екологія
Синьокрилий тіріка поширений від південної Венесуели, західної Бразилії та південно-східної Колумбії до східного Еквадору, Перу та північної Болівії. Є типовими представниками орнітофауни рівнинних лісів. Живуть парами або невеликими зграями. У раціон входять насіння, квіти і фрукти.

## Опис
Дрібний папуга, завдовжки до 20 сантиметрів. Він має зелене основне оперення. Лоб жовтий. Маківка, потилиця і шия мають блакитний відтінок. Поводи жовтуваті. Під підборіддям є маленька помаранчева пляма. Пір'я на спині і надхвістя темно-зелені. Нижня сторона крил синьо-зелена.